# Comuna Dihtearivka, Novhorod-Siverskîi
Dihtearivka (în ucraineană Дігтярівка) este o comună în raionul Novhorod-Siverskîi, regiunea Cernihiv, Ucraina, formată din satele Dihtearivka (reședința) și Hirkî.

## Demografie
Componența lingvistică a comunei Dihtearivka
     Ucraineană (94,38%)
     Rusă (5,51%)
     Alte limbi (0,11%)
Conform recensământului din 2001, majoritatea populației comunei Dihtearivka era vorbitoare de ucraineană (94,38%), existând în minoritate și vorbitori de rusă (5,51%).